# 吉勒德布尔
吉勒德布尔（Kiratpur）是印度北方邦比杰诺尔县的一个城镇。总人口55310（2001年）。

## 人口
该地2001年总人口55310人，其中男性28989人，女性26321人；0—6岁人口10284人，其中男5337人，女4947人；识字率44.60%，其中男性为49.24%，女性为39.48%。